# Transportverpackung

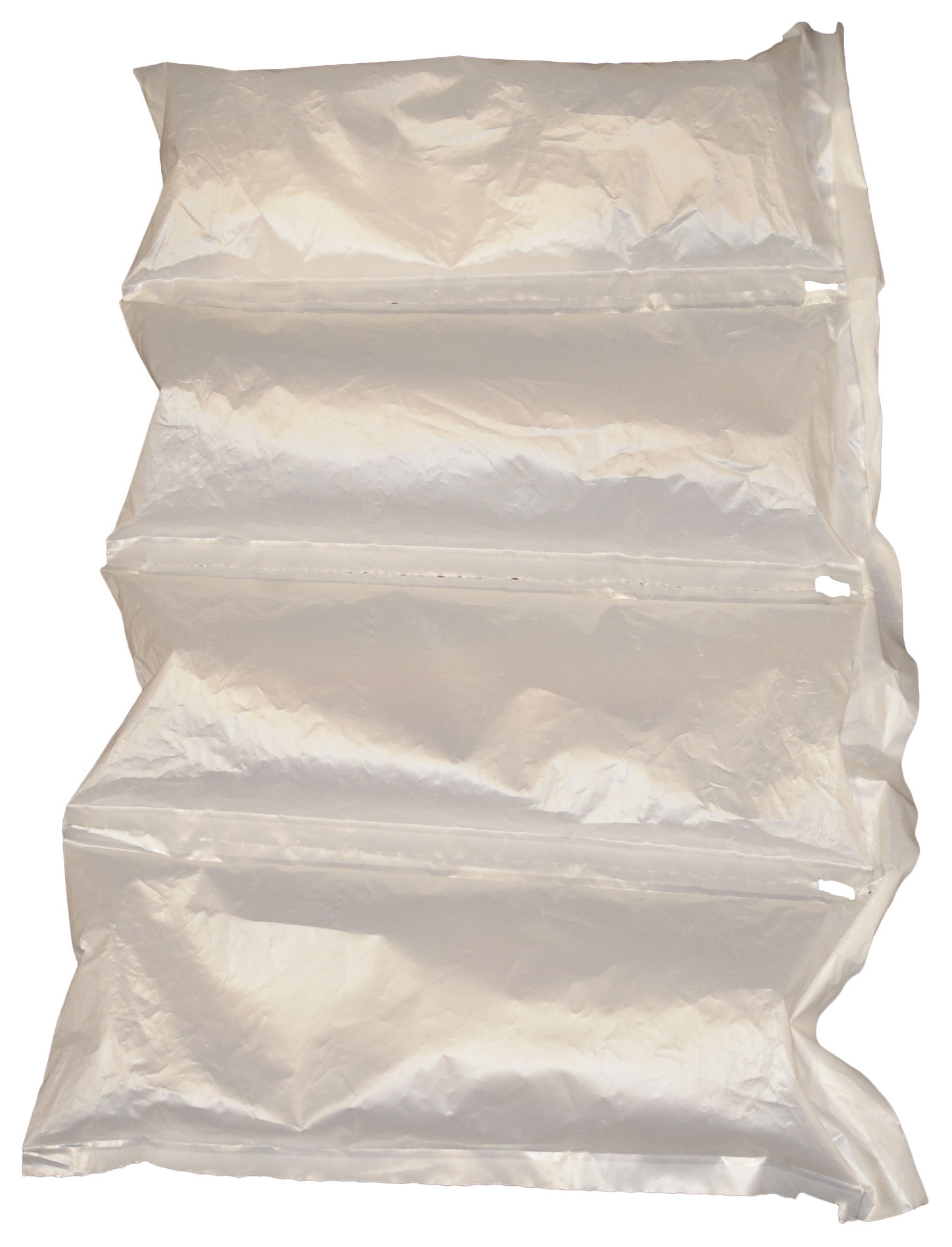
Kompostierbares Luftpolster zum Schutz der Ware vor Beschädigungen, hergestellt aus einem PLA-Blend

Transportverpackungen bzw. Versandverpackungen sind Verpackungen, die den Transport von Waren erleichtern, die Waren auf dem Transport vor Schäden bewahren oder die aus Gründen der Sicherheit des Transports verwendet werden.

## Aufgaben
Transportverpackung sollen die Ware schützen und dabei möglichst geringe Kosten verursachen. Wichtige Aspekte sind das Handling der Verpackung sowie der verpackten Ware und die Entsorgung, außerdem die Eignung für Retouren und die Schonung von Ressourcen (kein  Missverhältnis von Verpackung zur Ware). Bei gefährlichen Gütern (Gefahrgut, Gefahrstoffe) muss zudem der Schutz der Umgebung vor dem Inhalt sichergestellt werden.

## Arten

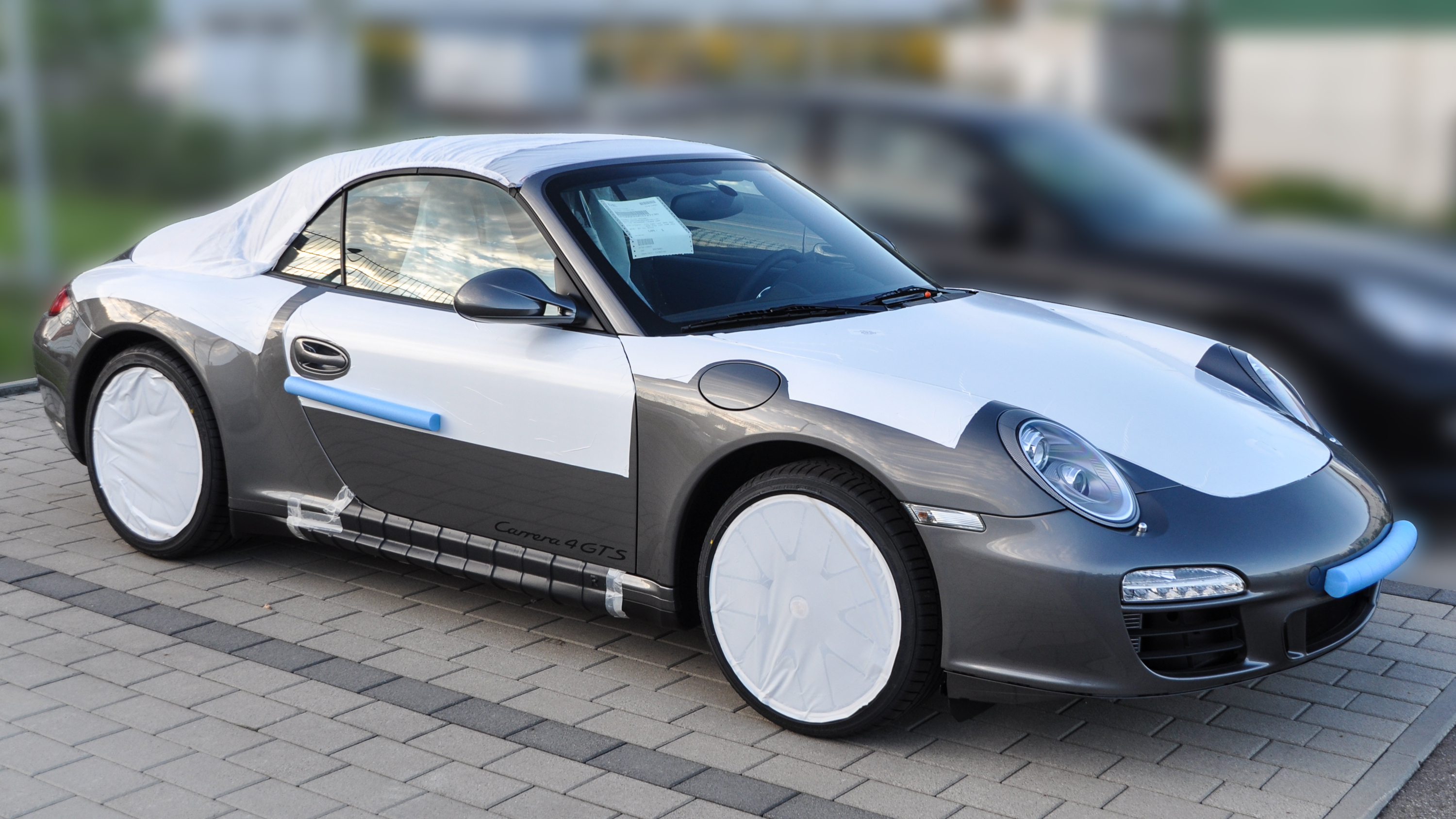
Für den Transport mit Folien und Schäumlingen geschützter Neuwagen am Beispiel eines Porsche Carrera 4 GTS

Zu den Versandverpackungen zählen Behälter wie Fässer, Kanister, Kisten, Säcke, sowie  Paletten, Kartonagen, geschäumte Schalen, Schrumpffolien und ähnliche Gebinde zu Transportverpackungen.

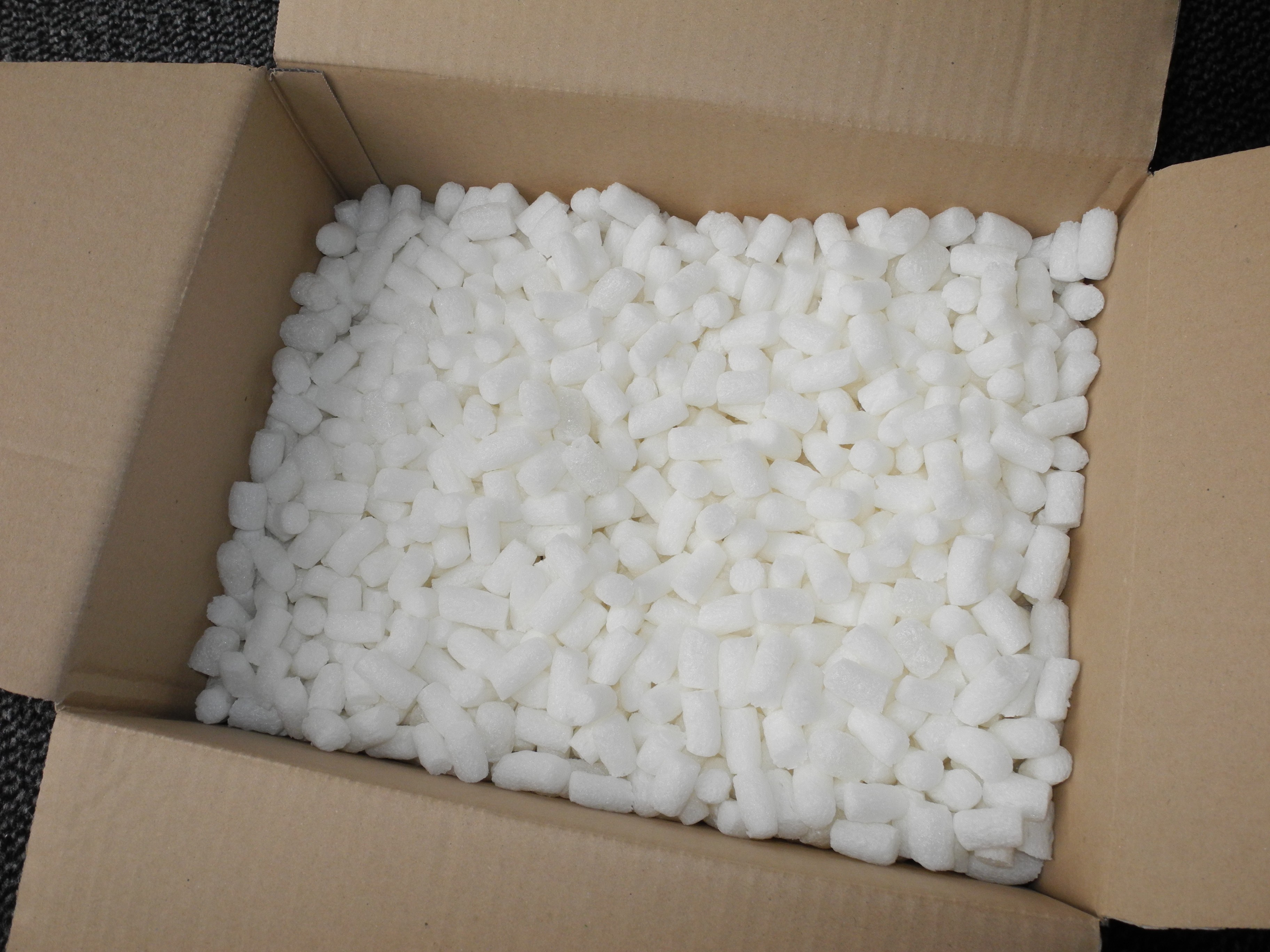
Verpackungschips aus Maisstärke

Beispiele für Transportverpackungen und Verpackungs-Hilfsmittel sind:
- Papp-Transportpaletten
- Folien als Umverpackung z. B. für Getränkedosen usw. oder zum Fixieren von Stückgut auf Transportpaletten
- faltbare Transportkisten aus Kunststoff
- Kisten für Investitionsgüter wie Maschinen, Motoren etc.
- Schachteln und Folien, die als Verpackungsmaterial für Möbel dienen
- Packstücke (z. B. Kartons), in denen eine größere Stückzahl von Waren zu Sammelgut zusammengefasst, z. B. Zahnpasta-Tuben, Konserven usw.
- Füllmaterial wie Verpackungschips, Folien wie Luftpolsterfolie oder Schaumstofffolie zum Schutz der Ware vor Beschädigungen
- Antikondensationsbeutel zum Schutz vor Kondenswasser
- Verpackung zum Schutz vor elektrostatischen Entladungen, sogenannte ESD-Verpackung

## Rücknahmepflicht
Laut deutscher Verpackungsverordnung sind die Hersteller seit Dezember 1991 zur Rücknahme der Verpackungen verpflichtet, die wiederverwendet oder der stofflichen Wiederverwertung zugeführt werden müssen. Transportverpackungen aus Nachwachsenden Rohstoffen dürfen auch energetisch verwertet werden. Bis Ende 2012 waren Kunststoffverpackungen aus kompostierbaren biologisch abbaubaren Werkstoffen von der Rücknahmepflicht befreit.